# Friedrich von Heydwolff

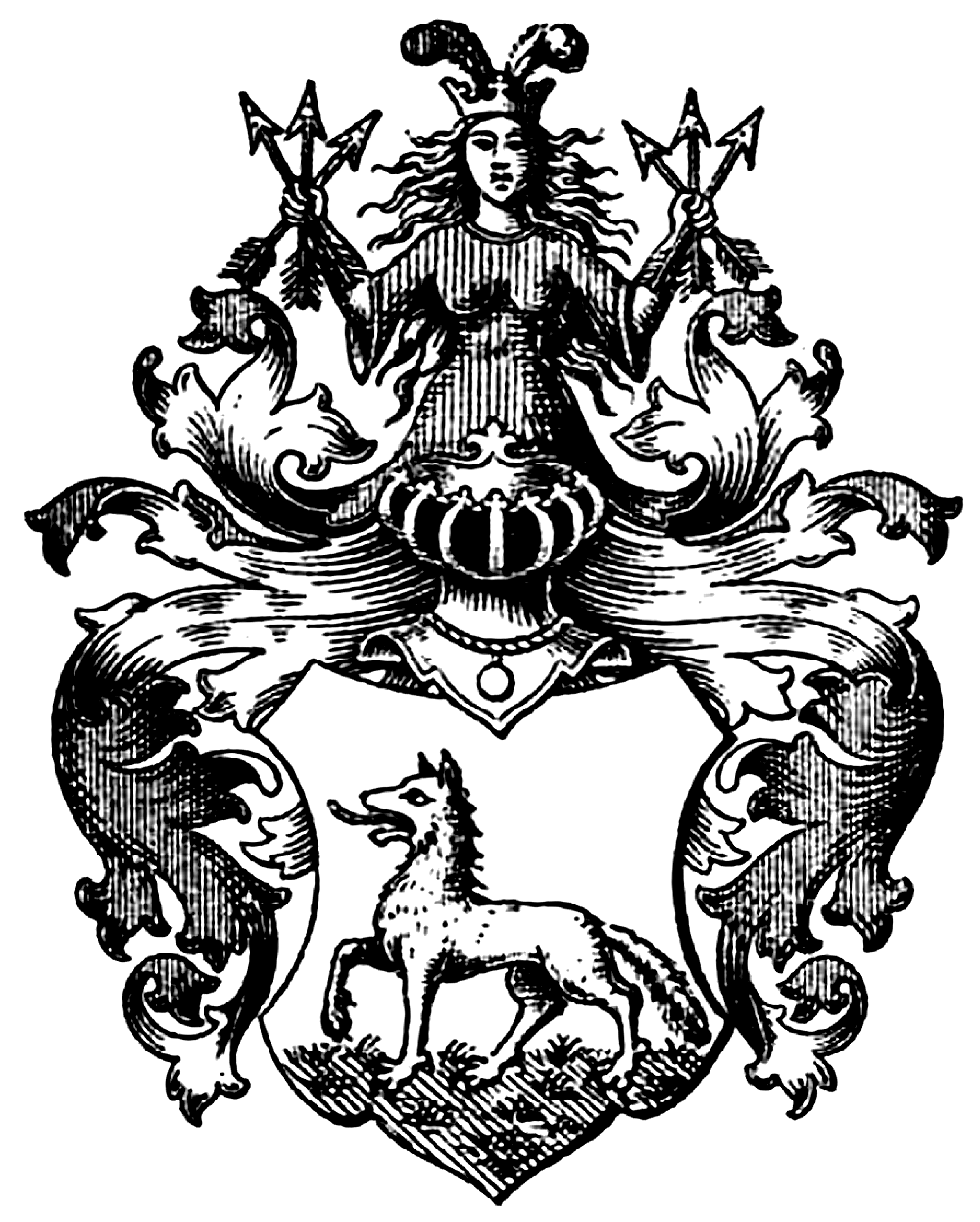
Wappen derer von Heydwolff

Friedrich Wilhelm Ernst von Heydwolff (* 20. Dezember 1747 in Elnhausen bei Marburg; † 19. Juni 1824 auf Gut Germershausen) war ein deutscher Gutsherr, Abgeordneter und Erbherr auf Germershausen.

## Leben
Friedrich von Heydwolff entstammte einer aus Süddeutschland nach Marburg gekommenen Kaufmannsfamilie, deren Adel aufgrund eines kaiserlichen Wappenbriefes nach dem Erwerb des Ritterguts Germershausen im Jahr 1511 anerkannt wurde. 1741 wurde die Familie in die Althessische Ritterschaft aufgenommen.
Friedrichs Eltern waren Johann Friedrich von Heydwolff (1695–1762) und dessen zweite Ehefrau Marie Charlotte von Knobelsdorff (1710–1766). Johann Friedrich von Heydwolff hatte das Schloss Elnhausen, in welchem Friedrich geboren wurde, im Jahre 1747 von Johann Adolph von Vultée gekauft.
Friedrich war von 1764 bis 1767 Page am landgräflichen Hof in Kassel. Danach wurde er Fähnrich im 3. Garde-Regiment. 1772 wurde zu einem der Obervorsteher des Ritterschaftlichen Stifts Kaufungen gewählt.
Während der Existenz des Königreichs Westphalen war Friedrich von Heydwolff von 1808 bis 1810 Abgeordneter der Reichsstände des Königreichs Westphalen in der Gruppe der „Grundbesitzer“.
Heydwolff war 1812 Mitbegründer der Freimaurerloge „Marc Aurel zum flammenden Stern“ in Marburg und muss damit der Freimaurerei schon früher beigetreten sein. Er war Repräsentant der „Großen Mutterloge des Königreichs Westphalen“.

## Familie
Er heiratete 1776 Amalie von Tettau († 1832). Sie war eine Tochter des Wilhelm Siegmund von Tettau († 1799), Erbherr auf Kanthen und Böhmenhofen, und der Amalie von Schau († 1820). Das Paar hatte mehrere Kinder, darunter:
- Clementine (1777–1851)
- Karoline Marie (1778–1866) ⚭ 1810 Joseph Anton von Bothmer (1778–1820), preußischer Major, Herr auf Schwegerhoff[3]
- Lisette (1779–1805)
- Louis (1780–1863), Obergerichtsdirektor
- Marie (1784–1832) ⚭ 1810 Ignatz von Haumann († 1813), Herr auf Rudelshöfen
- Henriette (1787–1873)